# A Piece of Americana
A Piece of Americana — четвертий мініальбом американського панк-рок гурта The Offspring. Вийшов на лейблі Columbia Records 17 листопада 1998 року у вигляді семплеру до альбому Americana. До релізу увійшло чотири сингли з нового альбому Americana з деякими змінами. Крім цих композицій на диску була жартівлива пісня Feelings. Обкладинка цього EP, згодом дещо змінена, буде використана в обкладинці синглу Pretty Fly (for a White Guy).

## Список пісень
| #  | Назва                          | Тривалість |
| -- | ------------------------------ | ---------- |
| 1. | «The Kids Aren't Alright»      | 3:00       |
| 2. | «Pretty Fly (for a White Guy)» | 3:08       |
| 3. | «She's Got Issues»             | 3:48       |
| 4. | «Why Don't You Get a Job?»     | 2:52       |
| 5. | «Feelings»                     | 2:52       |

## Сертифікації
| Регіон | Сертифікація  | Продажі     |
| --- | ------------- | ----------- |
| Аргентина (CAPIF) | Золотий       | 30 000^     |
| Австралія (ARIA) | 5× Платиновий | 350 000^    |
| Австрія (IFPI Austria) | Платиновий    | 50 000*     |
| Бельгія (BEA) | Золотий       | 25 000*     |
| Бразилія (ABPD) | Платиновий    | 250 000*    |
| Канада (Music Canada) | 8× Платиновий | 800 000^    |
| Фінляндія (IFPI Finland) | Платиновий    | 52,798      |
| Франція (SNEP) | 2× Платиновий | 600 000*    |
| Німеччина (BVMI) | Золотий       | 250 000^    |
| Італія (FIMI) sales since 2009 | Золотий       | 25 000      |
| Японія (RIAJ) | Платиновий    | 200 000^    |
| Мексика (AMPROFON) | Золотий       | 100 000^    |
| Нідерланди (NVPI) | Золотий       | 50 000^     |
| Нова Зеландія (RIANZ) | 4× Платиновий | 60 000^     |
| Норвегія (IFPI Norway) | Платиновий    | 50 000*     |
| Польща (ZPAV) | Платиновий    | 100 000*    |
| Іспанія (PROMUSICAE) | Платиновий    | 100 000^    |
| Швеція (IFPI Sweden) | 2× Платиновий | 160 000^    |
| Швейцарія (IFPI Switzerland) | Платиновий    | 50 000^     |
| Велика Британія (BPI) | Платиновий    | 300 000^    |
| США (RIAA) | 5× Платиновий | 5 000 000^  |
| Підсумки |               |             |
| Європа (IFPI) | 3× Платиновий | 3 000 000*  |
| Worldwide | —             | 10,000,000+ |
| *продажі, що базуються лише на сертифікаціях · ^відвантаження, що базуються лише на сертифікаціях · продажі+прослуховування, що базуються лише на сертифікаціях |               |             |